# Литературен форум
„Литературен форум“ е български седмичник за литература, литературна критика и изкуство, издаван от „Литературен форум“ ООД и близък до Сдружение на български писатели, на което се явява като неофициален орган. Наследник е на „Литературен фронт“.
ISSN 0861 – 2153
Първият му главен редактор е Атанас Свиленов, а директор е Марин Георгиев, а в екипа са още Владимир Попов, Васил Колев, Милена Димова, Оля Стоянова, Мария Станкова, Чавдар Ценов, Ивайло Иванов.
Спира за осем месеца през 2000 г.
След 2002 г. излиза непериодично под формата на отделни юбилейни издания.